# Czołpino
Czołpino (kaszb. Czôłpino, niem. Scholpin) – osada w północnej Polsce, położona w województwie pomorskim, w powiecie słupskim, w gminie Smołdzino na Wybrzeżu Słowińskim (na zachód od jeziora Łebsko). Osada współtworzy sołectwo „Smołdziński Las”. 
W latach 1975−1998 miejscowość administracyjnie należała do województwa słupskiego.

## Nazwa
Nazwa ma pochodzenie słowiańskie i charakter topograficzny. Powstała przez dodanie do pomorskiego kontynuantu psł. *čl̥pa „pagórek” (por. Człopa, Czołpin) formantu -ino. Friedrich Lorentz odnotował formę nazwy w lokalnych gwarach słowińskich: Čɵ̀·ʉ̯pjinɵ wraz z nazwami mieszkańców – zarówno z pominiętym formantem -in-: Čɵ̀·ʉ̯pjȯu̯n, Čɵ̀·ʉ̯pjȯu̯nkă „czołpinianin, czołpinianka”, jak i w postaci pełnej: Čɵ̀·ʉ̯pjińȯu̯n, Čɵ̀·ʉ̯pjińȯu̯nkă „ts.”. Niemiecka nazwa Scholpin jest adaptacją fonetyczną pierwotnej nazwy słowiańskiej.
Rada Języka Kaszubskiego proponuje kaszubską formę nazwy Czôłpino.

## Historia

### Kalendarium
- Koniec XIII wieku – pierwsze wzmianki o osadnictwie. Później osada należy do rodu Gryfitów, a następnie do Brandenburczyków.
- 1772 rok – osada przechodzi pod panowanie Prus.
- Styczeń 1875 roku – zakończenie budowy latarni morskiej w Czołpinie.
- 1945 rok – przyłączenie osady do Polski.

## Atrakcje turystyczne
- Zabytkiem Czołpina jest wysoka na ponad 25 m latarnia morska Czołpino zbudowana w 1875[6].
- „Osada Latarników” – dwukondygnacyjny, podpiwniczony budynek mieszkalny (powierzchnia użytkowa prawie 600 m²) i zabudowania gospodarcze oddalone ok. 1 km od latarni morskiej w Czołpinie. Osada została zaprojektowana w 1871 roku. Przez kilkadziesiąt lat, codziennie przemierzali tę trasę latarnicy podtrzymujący światło czołpińskiej latarni.
- Wydma Czołpińska – jedna z ciekawszych i dostępnych dla ruchu turystycznego na terenie Słowińskiego Parku Narodowego[7].
- Ścieżka dydaktyczna „Latarnia” prezentująca roślinność nadmorskiego boru.
- Na wschód od Czołpina (6,5 km) na Mierzei Łebskiej znajduje się uroczysko Boleniec - dawna wieś rybacka zasypana przez wydmy ruchome.

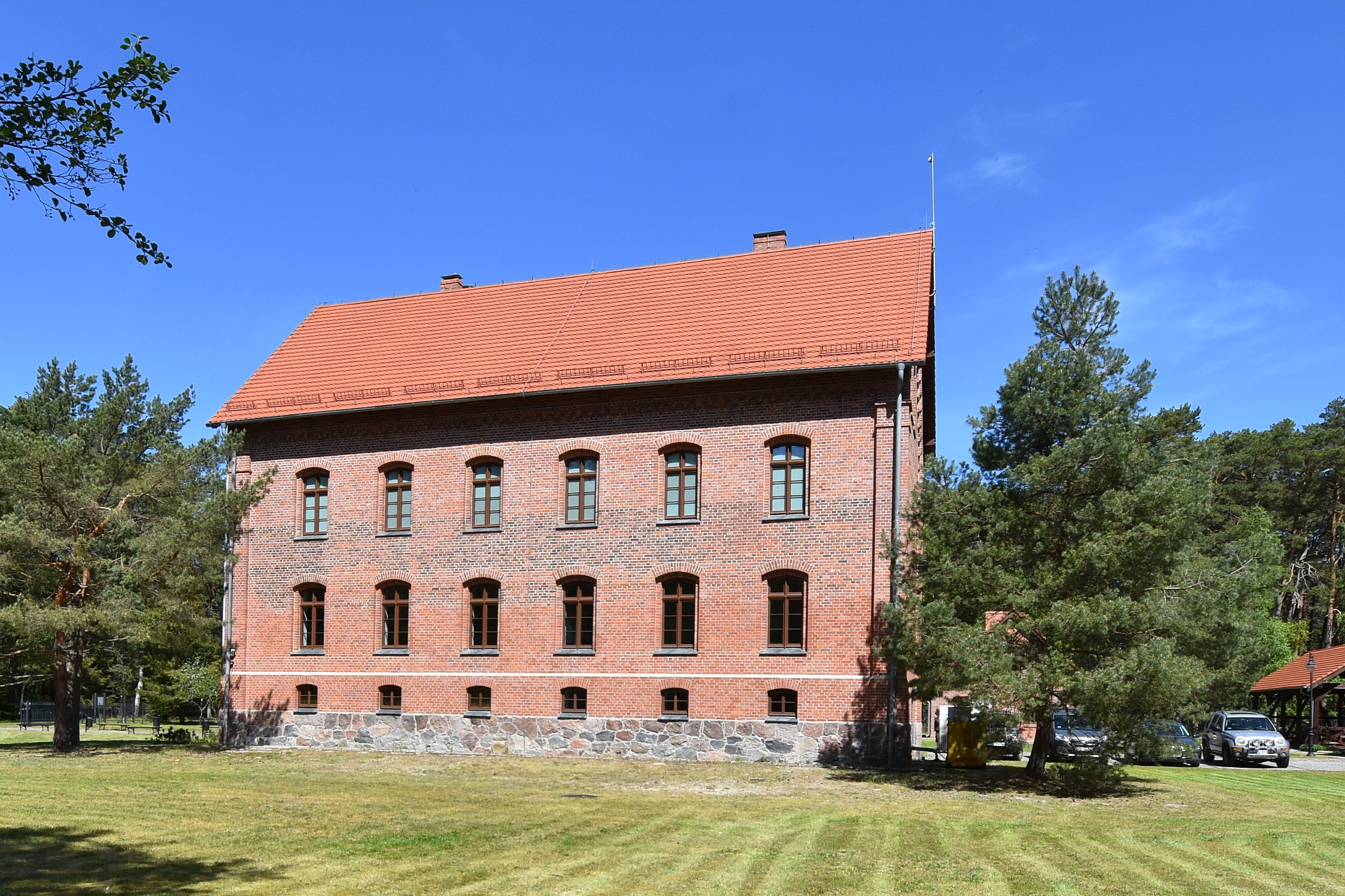
Dom latarników (obecnie muzeum SPN w Czołpinie)
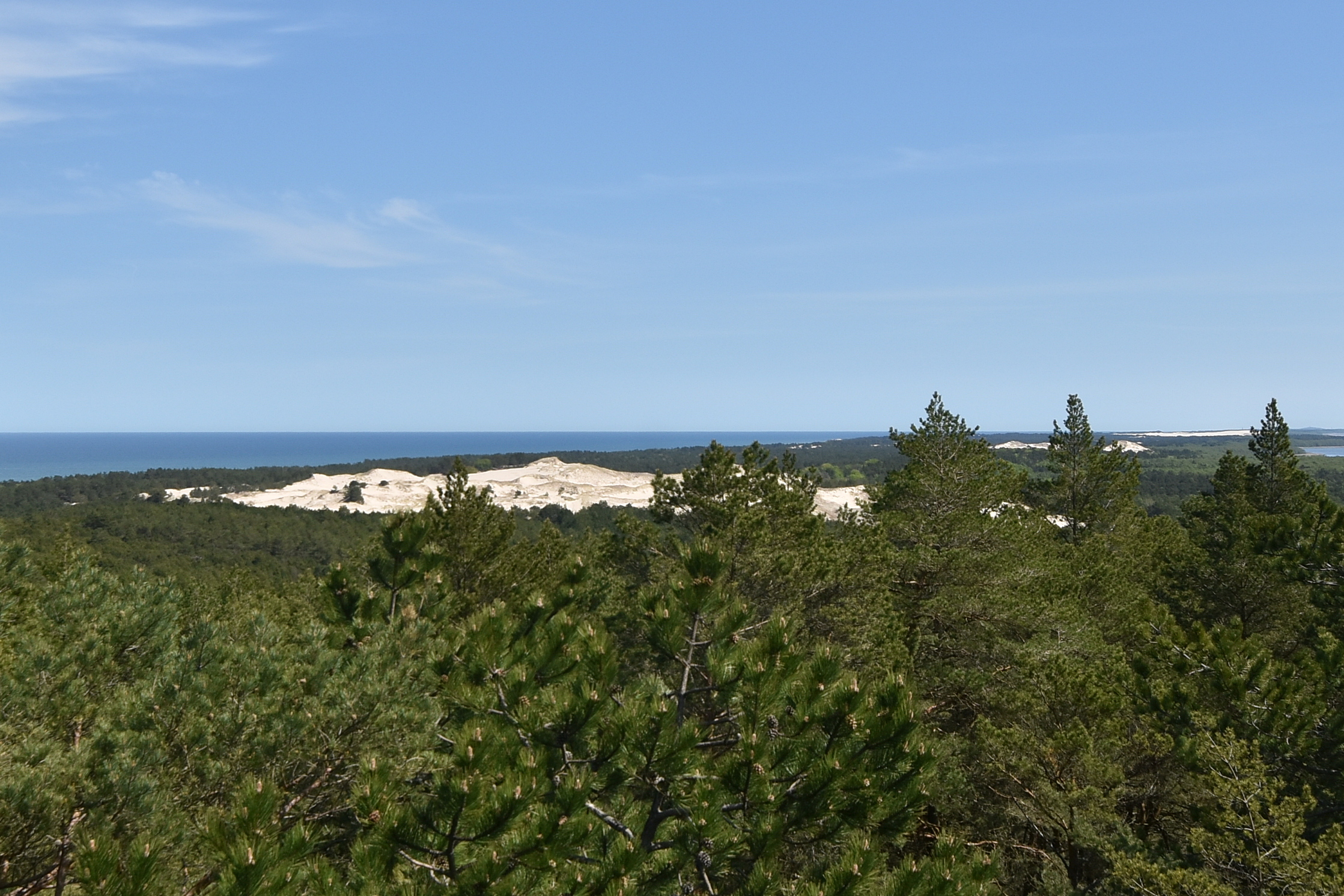
Widok z latarni na wydmę czołpińską
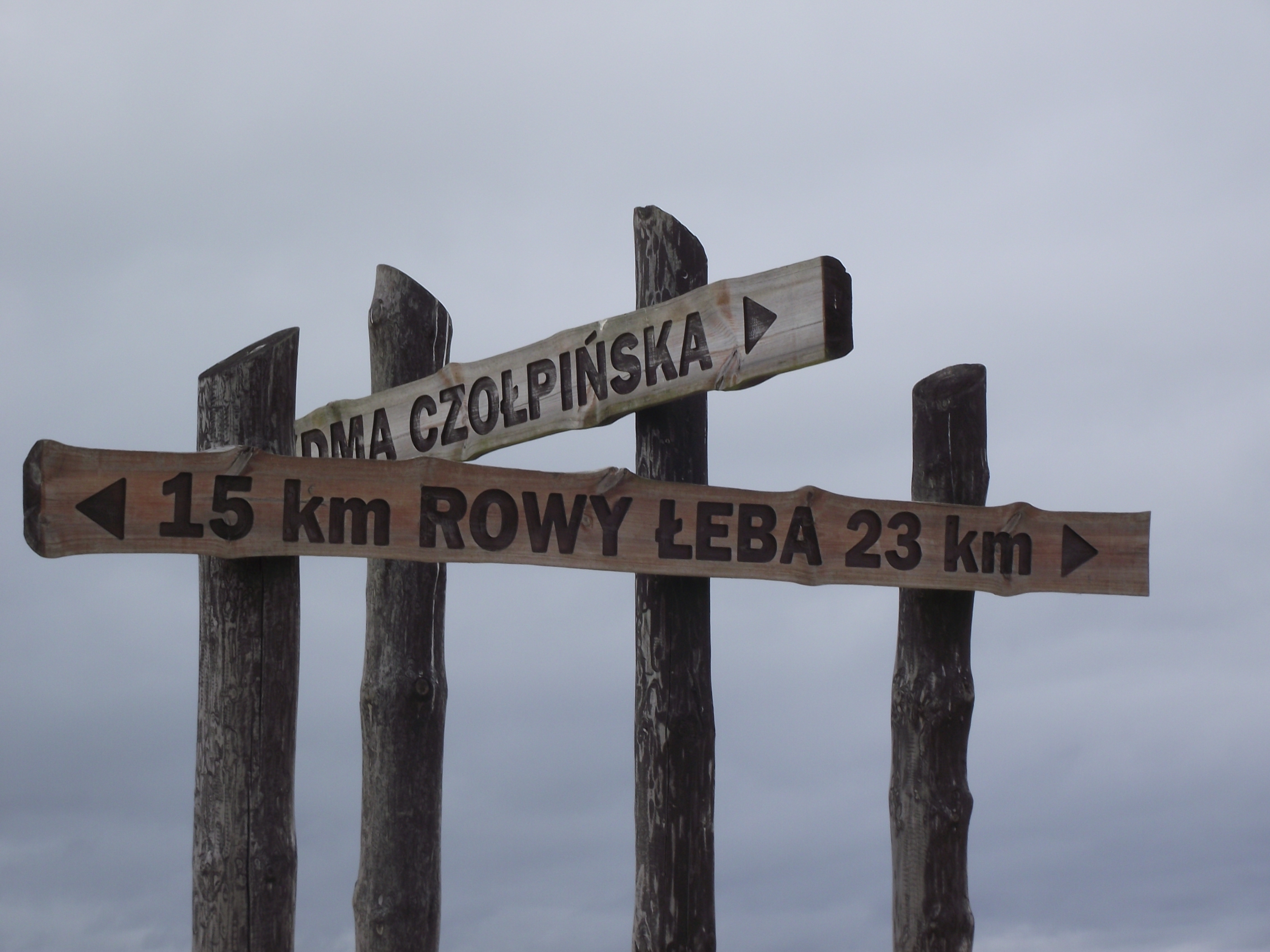
Drogowskaz na wydmie czołpińskiej